# Бесемерівська сталь
Бесемерівська сталь — сталь, виплавлена бесемерівським процесом. Від мартенівської сталі відрізняється більшою твердістю, вищою границею текучості, пружністю, підвищеною стійкістю проти спрацювання, кращою зварюваністю під тиском й кращою оброблюваністю різанням у холодному стані, кращими антикорозійними властивостями. Однак вона відзначається підвищеною ламкістю при дуже високій або зниженій температурі (через відносно великий вміст фосфора (P) й азота (N2), поглиненого з повітря при продувці).
У 1890-х роках частка бесемерівської сталі у світовій виплавці сталі складала до 80%, з початку 20 століття, внаслідок розвитку мартенівського виробництва, вона зменшувалася. До 1980-х років частка бесемерівської сталі у світовій виплавці сталі зменшилася до кількох відсотків.